# Фрезениус, Карл Ремигий
Карл Ремигий Фрезе́ниус (нем. Carl Remigius Fresenius; 28 декабря 1818, Франкфурт-на-Майне — 11 июня 1897, Висбаден) — немецкий химик, один из основоположников аналитической химии, создатель первого научного журнала по этому разделу химии «Zeitschrift für analytische Chemie», автор первых учебников по качественному и количественному анализу.

## Биография
Родился во Франкфурте-на-Майне в семье адвоката. Поработав некоторое время аптекарем в своем родном городе, он начал изучать естественные науки в Боннском (1836—1840), а затем в Гисенском (1840—1842) университетах. С 1842 года работал в Гисенском университете ассистентом Ю. Либиха. С 1845 г. — ординарный профессор физики, химии и технологии Сельскохозяйственного института в Висбадене. В 1848 году основал там собственную частную химическую лабораторию, ставшую одной из лучших аналитических лабораторий Европы.
Основные работы Фрезениуса относятся к аналитической химии, одним из основоположников которой он является. Написал ставшие классическими руководства по качественному (1841) и количественному (1845) анализу, многократно переиздававшиеся и переведённые на восемь языков (первый русский перевод — 1848). Разработал чёткую схему анализа катионов и разделил металлы по отношению к сероводороду на шесть аналитических групп. Система качественного анализа Фрезениуса была так целесообразна и хорошо продумана, что сохранила своё значение вплоть до XX века.
Многие его работы были опубликованы в «Журнале аналитической химии» («Zeitschrift für analytische Chemie»), который он основал в 1862 году и продолжал редактировать вплоть до своей смерти. В 1881 году, Фрезениус передал заведование исследовательской лабораторией сыну Ремигию Генриху (1847—1920), который обучался у Г. Кольбе в Лейпциге. Другой сын, Теодор Вильгельм (1856—1936), получил образование в Страсбурге и занимал различные должности в висбаденской лаборатории. Примечательно, что члены семьи Фрезениусов принимали участие в подготовке всех (кроме одного) 371 томов журнала, вплоть до 2001 года (с 2002 года «Analytical and Bioanalytical Chemistry»).
Фрезениус скоропостижно скончался в Висбадене 11 июня 1897 года в возрасте 78 лет.

## Память
- Имя Фрезениуса носит университет прикладных наук (Hochschule Fresenius)
- Памятная доска Немецкого химического общества на здании лаборатории в Висбадене
- С 1961 года Общество немецких химиков вручает Премию Фрезениуса[нем.]